# Owczary (Sękowa)
Owczary (bis 1949 Rychwałd) ist eine Ortschaft mit einem Schulzenamt der Gemeinde Sękowa im Powiat Gorlicki der Woiwodschaft Kleinpolen in Polen.

## Geographie
Der Ort liegt in den Niederen Beskiden im sogenannten Lemkenland.

## Geschichte
Der Ort wurde im 14. Jahrhundert von Deutschen Siedlern als Richwald gegründet. Er gehörte Dersław Karwacjan, dem Gründer von Gorlice. Im Jahre 1417 gelangte es, als eines der ersten Dörfer in den Niederen Beskiden, unter Walachisches Recht.
Bei der Ersten Teilung Polens kam Owczary 1772 zum neuen Königreich Galizien und Lodomerien des habsburgischen Kaiserreichs (ab 1804).
Im Jahre 1885 hatte das Dorf 914 Einwohner, meistens ukrainisch griechisch-katholische Lemken, nur 93 Katholiken und 21 Juden.
1918, nach dem Ende des Ersten Weltkriegs und dem Zusammenbruch der k.u.k. Monarchie, kam Owczary zu Polen. Unterbrochen wurde dies nur durch die Besetzung Polens durch die Wehrmacht im Zweiten Weltkrieg.
Nach dem Zweiten Weltkrieg wurden die Lemken ausgesiedelt und der Name wurde Owczary.
Von 1975 bis 1998 gehörte Owczary zur Woiwodschaft Nowy Sącz.

## Sehenswürdigkeiten
- Griechisch-Katholische Kirche, erbaut 1653, ab 2013 in die Liste des UNESCO-Welterbes aufgenommen, siehe die Holzkirchen der Karpatenregion in Polen und der Ukraine

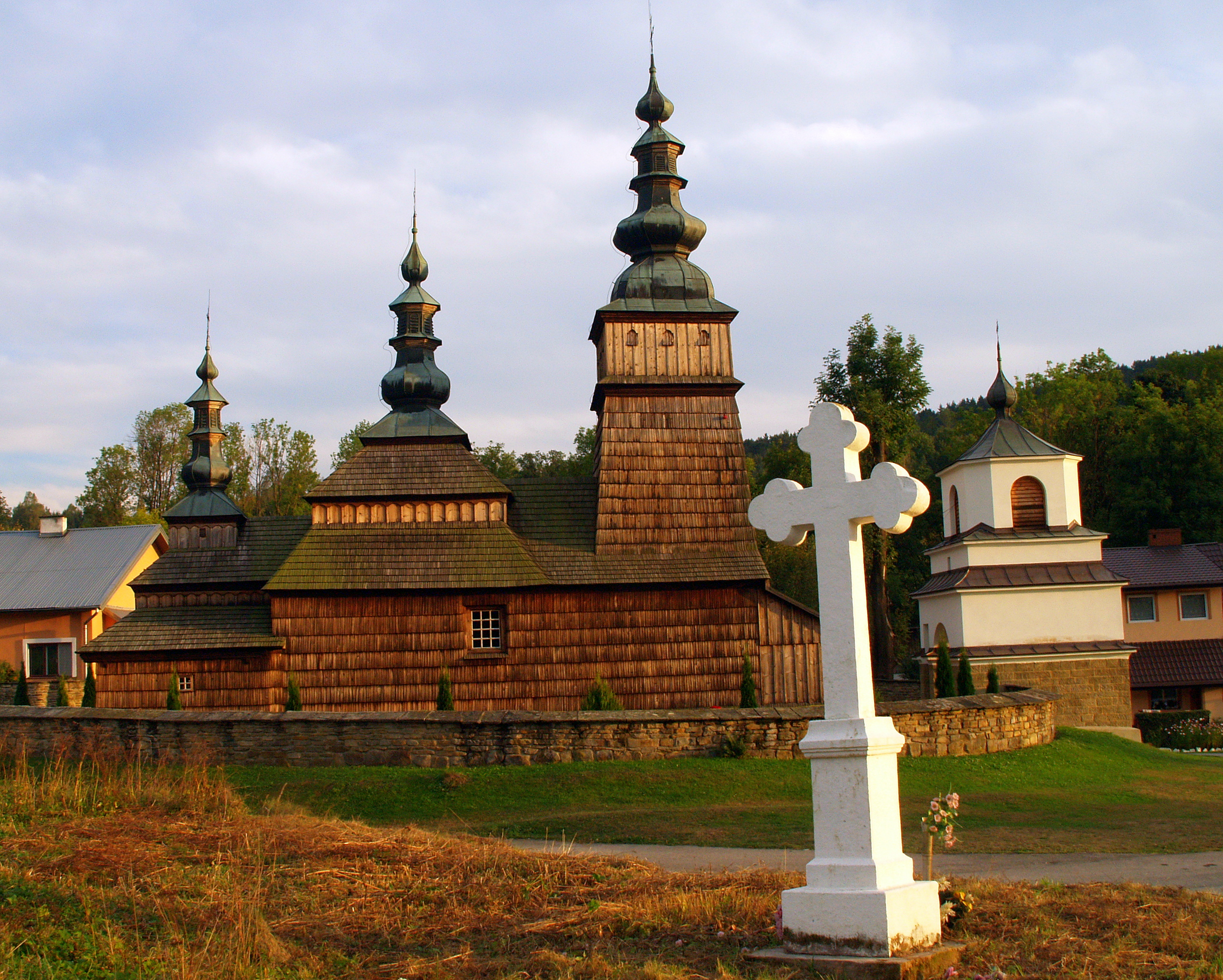
Griechisch-Katholische Kirche